# 문암2리항
문암2리항(文巖2里港)은 강원특별자치도 고성군 죽왕면 문암2리에 있는 어항이다. 1972년 5월 4일 지방어항으로 지정하여 관리하고 있다. 시설관리자는 고성군수이다.

## 어항구역
문암2리항의 어항구역은 다음과 같다.
- 수역
  - 방파제 기점에서 방파제 연장선상 170m점과 이점에서 직각으로 육지와 연결하는 선내수역
- 육역
  - 고성군 죽왕면 문암2리 134-35 (잡종지, 1278m2)
  - 고성군 죽왕면 문암2리 134-37 (잡종지, 1594m2)
  - 고성군 죽왕면 문암2리 134-38 (제방, 633m2)
  - 고성군 죽왕면 문암2리 134-51 (잡종지, 2526m2)
  - 고성군 죽왕면 문암2리 134-52 (제방, 310m2)
  - 고성군 죽왕면 문암2리 산25 (임야, 2669m2)